# Szilvágy
Szilvágy là một thị trấn thuộc hạt Zala, Hungary. Thị trấn này có diện tích 24,27 km², dân số năm 2010 là 206 người, mật độ 8 người/km².